# Mundpropaganda (Musikgruppe)
Mundpropaganda ist eine österreichische Hip-Hop-Gruppe aus Amstetten, die seit 1999 aktiv ist. Mitglieder sind: DMC (Rapper, Produzent), AKDmiK und DJ Stone.

## Geschichte
Mundpropaganda („MP“) wurde 1999 von DMC und AKDmiK gegründet. Von Beginn an haben sich die beiden MC’s und deren DJ Stone guter Musik gewidmet. Druckvolle melodische Beatz, egal ob von DMC selbst oder einen der vielen Produzenten (u. a. Whizz Vienna, Saiko, Los Turntablos), auf die die MP Members zurückgreifen, und Texte mit Message sind typisch für die Amstettner Hip-Hop-Crew. Die letzten Jahre war die Mundpropaganda mit Auftritten beschäftigt. Unter anderem in Österreich, Deutschland und der Schweiz mit Künstlern wie: Delinquent Habits, Nico Suave, Kamp, Samy Deluxe, Wir sind Helden, Benjie, Yohotu, Guadalajara, Spax, Texta, Total Chaos und vielen mehr.

## Jetzt Oder Nie
Das Album aus dem Jahr 2010 enthält 21 Songs und neben den drei Mundpropaganda-Members sind auch folgende Gastkünstler zu hören: Planet Asia von Cali Agents, Freestyle von den Arsonists (beide USA), Black Tiger & MC Rony aus der Schweiz, sowie Kamp, Louie Austen und Ansa von Die Vamummtn aus Österreich. Die Beats wurden von Whizz Vienna, Los Turntablos, Saiko, Neeko, N-Jin und DMC produziert.
Zum Song „Mach die Augen auf“ (featuring Freestyle of The Arsonists) wurde ein Videoclip gedreht.

## Diskografie
EP
- Klartext (2007; CMD Records)

Album
- Jetzt Oder Nie (2010; CMD Records)

Album
- Seitnsprung 2017 (cmd records)